# Djimy-Bend Alexis
Djimy-Bend Alexis, né le 8 octobre 1997, est un footballeur international haïtien qui évolue au poste de défenseur avec l'Hapoël Petah-Tikva en Israël et en équipe d'Haïti.

## Biographie
Il est né et grandi à Trou-du-Nord, dans la région du Nord'est d'Haïti.

### Carrière internationale
Alexis fait sa première apparition internationale pour Haïti contre Sainte-Lucie, lors d'un match de qualification de la Ligue des Nations de la CONCACAF en octobre 2018,. Le 24 juin 2019, Alexis concède un but contre le Costa Rica lors de la dernière phase de groupes de la Gold Cup 2019 de la CONCACAF. Plus tard dans le match, Alexis indcrit son premier but sur la scène internationale, assurant ainsi la première place à Haïti dans le groupe B.

### Buts internationaux
Les scores et les résultats listent les buts d'Haïti en premier. 
| No. | Date         | Lieu                                 | Adversaire | Score | Résultat | Compétition            |
| --- | ------------ | ------------------------------------ | ---------- | ----- | -------- | ---------------------- |
| 1.  | 24 juin 2019 | Red Bull Arena, Harrison, États-Unis | Costa Rica | 2 –1  | 2–1      | 2019 CONCACAF Gold Cup |

## Palmarès
- Champion d'Haïti en 2017 (Tournoi de clôture) et 2018 (Tournoi d'ouverture) avec l'AS Capoise